# Ur-Nanshe
Ur-Nansje (ook: Ur-Nina of Ur-Nause; Engels: Ur-Nanshe) ca. 2494-2465 v.Chr. was ensi (priester-koning) van Lagasj.
Hij was de stichter van een dynastie die vijf generaties stand zou houden. Hij vermeldt op de meeste geschriften dat hij zoon van Gunidu, zoon van Gursar is. Gursar zou een geografische plaats zijn en dus moet de uitdrukking 'zoon van Gursar' als 'oorspronkelijk van Gursar' begrepen worden.
Soemer was in zijn dagen een land waarin de stadstaten onophoudelijk om overwicht streden en het noordelijker gelegen Kisj had geruime tijd de rol van hoofdstad opgeëist. Lagasj was in een geschil verwikkeld met de buursteden Ur en Umma. Een zeeslag tegen Ur bezorgde Ur-Nansje de overwinning en overmacht op deze stad, toen nog dichter bij de zee, (thans de Perzische Golf), gelegen. Een veldtocht tegen Umma eindigde in de gevangenneming en waarschijnlijk de dood van Pabilgaltuk, de vorst van Umma.
Maar Ur-Nansje was vooral een bouwer. Er is bijvoorbeeld een kalkstenen tablet dat de bouw van de Bagara-tempel memoreert, inclusief de bouw van de tempelkeuken.
Hij maakte van Lagasj een zelfstandige welvaartsstaat. In een aantal van zijn geschriften pocht hij er over dat het overzeese Dilmun hem bij wijze van schatting hout leverde. Wat ongetwijfeld mogelijk was als hij enige macht op de havenstad Ur kon uitoefenen. Zelfs als hier slechts handelscontacten achter schuilgaan zullen deze ongetwijfeld de positie van Lagasj versterkt hebben.
Er zijn van hem een drietal bas-reliëfs bewaard waarop hij en zijn familie geportretteerd zijn.
Hij werd opgevolgd door zijn zoon Akurgal.